# Desmodora pararotundicapitata
Desmodora pararotundicapitata är en rundmaskart som beskrevs av Allgen 1959. Desmodora pararotundicapitata ingår i släktet Desmodora och familjen Desmodoridae. Inga underarter finns listade i Catalogue of Life.